# Фабия Орестила
Фабия Орестила (на латински: Fabia Orestilla, Fabia Orestilia; * 160 или 165, † 238) e правнучка на римския император Антонин Пий.

## Произход
Дъщеря е на Марк Аний Север (суфектконсул) и на Силвана, дъщеря на Луций Ламия Силван (суфектконсул 145 г.) и Аврелия Фадила, по-голямата дъщеря на император Антонин Пий и Фаустина Стара. Роднина е на Фаустина Млада, съпругата на римския император Марк Аврелий. Праправнучка е на Салонина Матидия, племенницата на император Траян.

## Фамилия
Вероятно през 192 г. Фабия Орестила става съпруга на император Гордиан I и има двама сина и една дъщеря:
- Гордиан II (* 192; † 238) с пълно име Марк Антоний Гордиан Семпрониан Млади Римски Африкански
- Антония Гордиана (* 201) или Меция Фаустина, майка на Гордиан III.